# (5129) Groom
(5129) Groom est un astéroïde de la ceinture principale.

## Description
(5129) Groom est un astéroïde de la ceinture principale. Il fut découvert le 7 avril 1989 à l'observatoire Palomar par Eleanor Francis Helin. Il présente une orbite caractérisée par un demi-grand axe de 2,38 UA, une excentricité de 0,09 et une inclinaison de 10,4° par rapport à l'écliptique.

## Compléments